# Henry Denny
Henry Denny (geboren 1803; gestorben am 7. März 1871 in Leeds, West Yorkshire, England) war ein britischer Museumskurator und Parasitologe. Denny wurde 1825 zum ersten hauptamtlichen Kurator des Leeds City Museum ernannt und blieb es bis zu seinem Tode. Sein Fachgebiet waren die Läuse, er verfasste mehrere Monographien und Erstbeschreibungen von Parasiten.

## Leben
1825 veröffentlichte Denny seine erste Monographie, eine Arbeit über verschiedene britische Kurzflügler. Noch im selben Jahr wurde er von der Leeds Philosophical and Literary Society als erster hauptamtlicher Kurator des Leeds Museum angestellt. Er übte diese Tätigkeit bis an sein Lebensende aus. Daneben erforschte Denny die Ektoparasiten von Menschen und Tieren. Seine zweite Monographie erschien 1842 und behandelte die Läuse der britischen Inseln. Für das British Museum of Natural History in London verfasste er 1852 den elften Band der Liste britischer Tiere in ihren Sammlungen, ebenfalls über die Läuse.
Der englische Entomologe William Kirby, dem Denny sein erstes Buch gewidmet hatte, wollte ihn als Illustrator für ein Tafelwerk zu seiner Introduction to Entomology gewinnen. Die Verhandlungen mit dem Verleger kamen jedoch zu keinem Ergebnis. Für seine Monographia anoplurorum britanniae erhielt er 1842 von der British Association for the Advancement of Science eine großzügige Unterstützung von 50 Guineen.

## Erstbeschreibungen (Auswahl)
- Bryaxis puncticollis (Denny, 1825[3])
- Cosmiomma hippopotamensis (Denny, 1843)[4]
- Dermacentor rhinocerinus (Denny, 1843)[4]
- Euplectus kirbii Denny, 1825[5]
- Stenichnus bicolor (Denny, 1825)[6]

## Veröffentlichungen (Auswahl)
- Henry Denny: Monographia Pselaphidarum et Scydmaenidarum Britanniae: An essay on the British species of the genera Pselaphus, of Herbst, and Scydmaenus, of Latreille: in which those genera are subdivided, and all the species hitherto discovered in Great Britain. S. Wilkin, Norwich 1825 (archive.org).
- Henry Denny: Monographia anoplurorum britanniae; or, An essay on the British species of parasitic insects belonging to the order anoplura of Leach, with the modern divisions of the genera according to the views of Leach, Nitzsch and Burmeister, with highly magnified figures of each species. Henry G. Bohn, London 1842 (archive.org).
- Henry Denny: Description of six supposed new species of Parasites. In: Annals and Magazine of Natural History. Band XII, Nr. LXXVIII, 1843, S. 312–316, Tafel XVII (Textarchiv – Internet Archive).
- Henry Denny: Anoplura, or parasitic insects (= John Edward Gray [Hrsg.]: List of the specimens of the British animals in the collection of the British museum. Band XI). Taylor & Francis, London 1852 (archive.org).